# 1096 Reunerta
Az 1096 Reunerta (ideiglenes jelöléssel 1928 OB) a Naprendszer kisbolygóövében található aszteroida. Harry Edwin Wood fedezte fel 1928. július 21-én. Nevét Theodore Reunert-ről kapta.